# District de Karasu
Le district de Karasu (en kazakh : Қарасу ауданы) est un district de l'oblys de Kostanaï, situé au nord du Kazakhstan.

## Géographie
Le centre administratif du district est la ville de Karasu.

## Démographie
En 2013, le district a une population de 27 879 habitants.